# Elmenhorst (Meklemburgia-Pomorze Przednie)
Elmenhorst – gmina w Niemczech w kraju związkowym Meklemburgia-Pomorze Przednie, w powiecie Vorpommern-Rügen, wchodząca w skład urzędu Miltzow.